# Sanada Yukimura
Sanada Yukimura (真田 幸村?; 1567 – Osaka, 3 giugno 1615) è stato un militare e samurai giapponese.
Secondo figlio del daimyō del periodo Sengoku Sanada Masayuki, il suo nome alla nascita era Sanada Nobushige (真田 信繁?), ma lo cambiò a causa del fratello più giovane di Takeda Shingen, Takeda Nobushige, un guerriero coraggioso e rispettato. Era conosciuto anche con il nome di Ben-maru (弁丸?) e Saemon-suke (左衛門佐?).
Era inoltre soprannominato "l'eroe che può apparire solo una volta in cent'anni" e anche "demone cremisi della guerra", e era solito chiamarlo "il guerriero numero uno in Giappone" (日本一の兵? 兵 significa originariamente soldato, ma qui viene letto come "tsuwamono" che significa guerriero o samurai, cosicché non è poi così appropriato tradurlo con il termine "soldato").

## Biografia
Era il secondo figlio di Sanada Masayuki, essendo Sanada Nobuyuki suo fratello più grande. Sposò Akihime (Chikurin-in), figlia di Ōtani Yoshitsugu e figlia adottiva di Hideyoshi Toyotomi.
Ebbero tre figli maschi, Daisuke (Yukimasa), Daihachi (Morinobu) e Gonzaemon Yukishin, e molte figlie femmine.
Nel 1575, la battaglia di Nagashino tolse la vita ai due fratelli più grandi di Sanada Masayuki. Masayuki, avendo servito Takeda Shingen e Takeda Katsuyori come vassallo, ereditò il controllo del clan Sanada e partì alla volta del castello di Ueda. Nobushige lo seguì, prendendo inoltre il nome Sanada.
Entro il 1582, le forze del clan Oda e del clan Tokugawa distrussero il clan Takeda.
Il clan Sanada in un primo tempo si arrese a Oda Nobunaga, ma dopo l'incidente di Honnōji tornò a essere di nuovo indipendente, spostandosi sotto daimyō più potenti, come il clan Uesugi, il clan Hōjō e il clan Tokugawa.
Inoltre, il clan Sanada divenne vassallo di Toyotomi Hideyoshi. Durante questo periodo, Hideyoshi trattò con grande cura e rispetto Nobushige. La bontà di Hideyoshi si evince dal fatto che a Nobushige fu dato il permesso di usare il cognome del clan Toyotomi, che era quello del clan Kanpaku in quel periodo. Perciò, talvolta si ricorda (come lo stesso Nobushige) come Toyotomi Saemon-no-suke Nobushige (豊臣左衛門佐信繁?). Inoltre nel 1594 Hideyoshi Toyotomi adottò Akihime, figlia di Ōtani Yoshitsugu, per poi darla in sposa a Nobushige.
Nel 1600, Tokugawa Ieyasu riunì parecchi daimyō per attaccare Uesugi Kagekatsu. Tra questi figurava anche il clan Sanada, ma quando Ishida Mitsunari decise di sfidare Ieyasu, Masayuki e Nobushige si unirono alle forze occidentali, separando le loro strade da quelle del figlio più grande di Masayuki e dal fratello di Nobushige, Nobuyuki (真田信之?), che si unirono alle forze orientali. Il vero motivo della scelta di Masayuki e Nobushige è studiato da svariate teorie, ma ci sono due scuole di pensiero principali: secondo una, Masayuki prese la decisione (e Nobushige fu d'accordo); egli espresse la volontà di rischiare una sorta di scommessa col destino, cosicché se si fossero schierati con la parte più debole e avessero vinto la battaglia, la famiglia Sanada avrebbe guadagnato molto più potere. L'altra teoria è praticamente opposta e spiega il loro comportamento come la tessitura di una rete di sicurezza; Masayuki, Nobushige e Nobuyuki discussero la situazione quando Ieyasu gli chiese di decidere chiaramente con quale parte schierarsi, ed essi decisero di unirsi ad entrambi gli schieramenti separatamente, così che, indipendentemente dall'esito della battaglia, la famiglia Sanada sarebbe comunque sopravvissuta. C'è inoltre da considerare che poco prima della morte di Hideyoshi Nobuyuki si era unito in matrimonio con Komatsuhime, figlia di sangue di Honda Tadakatsu, uno dei quattro Shitennō di Tokugawa e figlia acquisita di Ieyasu, il che aveva messo Nobuyuki nella scomoda situazione di poter vantare un legame famigliare con entrambe le parti in lotta.
I Sanada si ritirarono nel castello di Ueda fortificandolo. Quando Tokugawa Hidetada marciò con un'armata considerevole sul Nakasendō, i Sanada resistettero e furono in grado di combattere i quarantamila uomini di Hidetada con solo duemila uomini durante l'assedio di Ueda. 
Comunque, ci volle più tempo di quello che si pensava per prendere il castello. Hidetada perse la concentrazione e non si fece mai vedere sul campo di battaglia durante la battaglia di Sekigahara, dove la forza principale stava aspettando l'arrivo dell'armata cruciale, un errore che mise il clan Tokugawa in pericolo.
A causa di ciò, Tokugawa Ieyasu volle cancellare i Sanada, ma, per via della partecipazione di Nobuyuki alla sua stessa causa, essi furono risparmiati e invece esiliati a Kudoyama, nella provincia di Kii. Qui Masayuki morì. Dodici anni dopo, col peggiorare delle relazioni tra il clan Toyotomi e lo shogunato Tokugawa, i Toyotomi incominciarono a reclutare rōnin per prepararsi alla guerra. Nobushige scappò da Kudoyama ed entrò nel castello di Osaka per rispondere alla chiamata.
Durante la campagna invernale dell'assedio di Osaka, Sanada Nobushige costruì fortificazioni lungo la parte sud del castello di Osaka nei suoi punti deboli. Da qui, egli sconfisse le forze di Tokugawa (approssimativamente trentamila uomini) con un gruppi di seimila archibugeri.
Comunque, grandemente messe in minoranza dalle forze di Tokugawa, le forze di Nobushige furono infine sconfitte. Stando al libro La vita dello Shogun Tokugawa Ieyasu (The Life of Shogun Tokugawa Ieyasu) di A.L Sadler, nel suo intenso combattimento contro le sopraggiungenti truppe di Echizen, Nobushige fu ferito e, essendo completamente esausto quando Nishio Nizaemon dell'armata di Echizen giunse presso di lui, si dice che abbia esclamato: "Io sono Sanada Nobushige, un avversario senza dubbio al tuo pari (se non sicuramente superiore), ma sono troppo esausto per combattere ancora" e permise così di essere ucciso, nonostante molti studiosi sono dell'idea che invece morì a causa della fatica.
La sua tomba si trova ad Osaka.

## La leggenda
Un fatto riguardante Sanada Nobushige è che, nelle prime fonti storiche e nelle lettere scritte personalmente da lui, non venne mai chiamato Yukimura. Il nome apparve per la prima volta in una novella di carattere militare scritta durante il periodo Edo e da qui il nome è stato reso popolare in commedie moderne, libri, racconti e in diversi modi d'intrattenimento. I documenti storici utilizzano il suo nome storico: "Nobushige", il suo nome "di penna", ossia "Yukimura", non viene mai menzionato. Una delle teorie è che il nome Yukimura fosse una parola macedonia tra Masayuki (il nome del padre) e Date Tsunamura. Un'altra invece afferma che il suo nome onorava il grande samurai Takeda Nobushige del clan Takeda, di cui i Sanada erano vassalli.
Una leggenda dice che Nobushige ebbe al suo fianco dieci eroi che ebbero un ruolo attivo nelle battaglie del Castello di Osaka. Questi venivano chiamati "I Dieci Coraggiosi di Sanada" o "I Dieci Eroi di Sanada", un gruppo di ninja formato dai seguenti membri:
- Sarutobi Sasuke
- Kirigakure Saizo
- Miyoshi Seikai
- Miyoshi Isa
- Anayama Kosuke
- Unno Rokuro
- Kakei Juzo
- Nezu Jinpachi
- Mochizuki Rokuro
- Yuri Kamanosuke

## Famiglia
- Padre: Sanada Masayuki
- Madre: Kanshō-in (1549?-1613)

### Fratelli/sorelle
- Muramatsu-dono
- Sanada Nobuyuki
- Sanada Nobukatsu
- Sanada Masachika

### Figli/e
- Sue/Kiku (すへ?/菊?) (nome che significa "crisantemo"). La figlia maggiore di Yukimura, sua madre fu la moglie legale originale di Yukimura e sorella di Hotta Sakubei. Sue/Kiku fu adottata da Hotta Sakubei.[3]
- (Ichi (市?), seconda figlia di Yukimura, sua madre fu la prima moglie di Yukimura, sorella di Hotta Sakubei o la figlia della sua seconda moglie Takanashi Naiki, morta in esilio a Kudoyama.
- Sanada Daisuke (1600-1615). Figlio maggiore di Yukimura e Chikurin-in, nato in esilio sul Monte Kudo. Nacque intorno al 1600-1602. Combatté con suo padre nella battaglia invernale di Osaka per difendere il Sanada-Maru. Quando il castello cadde, Daisuke commise seppuku con Toyotomi Hideyori. Fu anche conosciuto come Sanada Yukimasa (真田 幸昌?).
- Oume (阿梅?) (1604-1681). Figlia di Yukimura e Chikurin-in, nata sul Monte Kudo. Dopo la caduta del castello di Osaka sposò Katakura Shigenaga, figlio di Katakura Kagetsuna. Grazie a Oume i membri sopravvissuti del clan Sanada e tutti i loro servitori riuscirono a trovare rifugio nel clan Katakura[4]. Lo stemma di Katakura venne persino modificato per mostrare il simbolo delle 6 monete dei Sanada.
- Akuri (あくり?) (date sconosciute). Figlia di Yukimura e Chikurin-in. Akuri fu adottata da Takigawa Kazuatsu, un vassallo Tokugawa dopo la caduta del castello di Osaka. La sorella di Yukimura fu sposa di Kazuatsu. Akuri sposò Gamō Genzaemon.
- Oshobu (阿菖蒲?) (160?-1635). Oshobu fu figlia di Yukimura e Chikurin-in e nacque anche lei sul Monte Kudo. Fu adottata da Katakura Shigenaga e sposata con Tamura Sadahiro, un servitore di Date Masamune.
- Okane (お か ね?) (date sconosciute) nata anche lei sul Monte Kudo sposò Ishikawa Sadakiyo. Sadakiyo in seguito cambiò il suo nome in Sourin, si trasferì a Kyoto e divenne un maestro della cerimonia del tè. Chikurin-in andò a vivere con Okane dopo aver perso il marito. Sourin e Okane fecero costruire un memoriale per Yukimura e Chikurin-in a Kyoto.
- Sanada Daihachi (真田 大八?) (1612-1670). Secondo figlio di Yukimura e Chikurin-in, nacque sul Monte Kudo. Fu adottato da Katakura Shigenaga e divenne Katakura Morinobu (片 倉 守信?). Tuttavia alcune generazioni dopo i suoi eredi ripresero il cognome Sanada.
- Miyoshi Yukinobu (三好 幸信?) (1615-1667) nato due mesi dopo la morte del padre, sua madre fu una sorella di Toyotomi Hidetsugu. Yukishin divenne servitore di Iwako Nobutaka della provincia di Dewa e prese il cognome della nonna materna.
- Sanada Yukichika (真田 之親?) (1618-?). Non è menzionato nei documenti storici e appare solo nei racconti popolari. È anche conosciuto come Sanada Gonzaemon (真田 権左衛門?).[5]

## Iconografia
Sanada Nobushige è stato rappresentato in numerosi media contemporanei, tra cui:
- Nel manga Gate 7 delle CLAMP, come uno dei protagonisti dell'organizzazione Ura shichi-ken
- Un manga ed il rispettivo anime chiamati Samurai Deeper Kyo.
- Il gioco della Koei Samurai Warriors. Nella versione giapponese, il personaggio è doppiato dall'attore Kusao Takeshi. L'arma usata dal personaggio è lo Magari-Yari, ossia la lancia crociata.
- I cinque samurai. Il protagonista Rio del fuoco (nella versione originale Ryō Sanada, 真田遼) è storicamente basato su Sanada Nobushige.
- Nel videogioco della Capcom Devil Kings è un personaggio giocabile che, nella versione internazionale, è stato rinominato Scorpio.
- In Nioh, videogioco sviluppato da Team Ninja, è uno dei boss da sconfiggere all'interno dei DLC Onore Sprezzante e La Fine del Massacro.
- Nel famosa serie di manga e anime Prince of Tennis, il capitano della squadra Rikkaidai è chiamato Yukimura, mentre il suo vice-capitano è chiamato Sanada.
- Nel manga Keiji il Magnifico, scritto da Keiichirō Ryū e disegnato da Tetsuo Hara.
- È protagonista, assieme ai suoi valorosi, del manga Brave10 di Kairi Shimotsuki, lo stesso mangaka che precedentemente scrisse e disegnò Sengoku Basara, tratto dal prima citato videogioco Devil Kings. Brave10 narra della formazione dei dieci guerrieri di Sanada. Dal manga è stato tratto un omonimo anime.
- Sanada Nobushige è uno dei personaggi femminili, derivati da samurai, della serie di light novel, manga e anime Hyakka Ryōran Samurai Girls.